# Albulapass
Albulapass lub Pass da l'Alvra – przełęcz w pasmie Albula-Alpen, części Alp Retyckich, położona na wysokości 2315 m n.p.m. Leży w Szwajcarii, w kantonie Gryzonia. Przełęcz ta łączy La Punt Chamues-ch na południu z Alvaneu w regionie Maloja na północy.
Grzbietem przełęczy przebiega dział wodny oddzielający dorzecze Renu na zachodzie od dorzecza Dunaju na wschodzie.

## Galeria

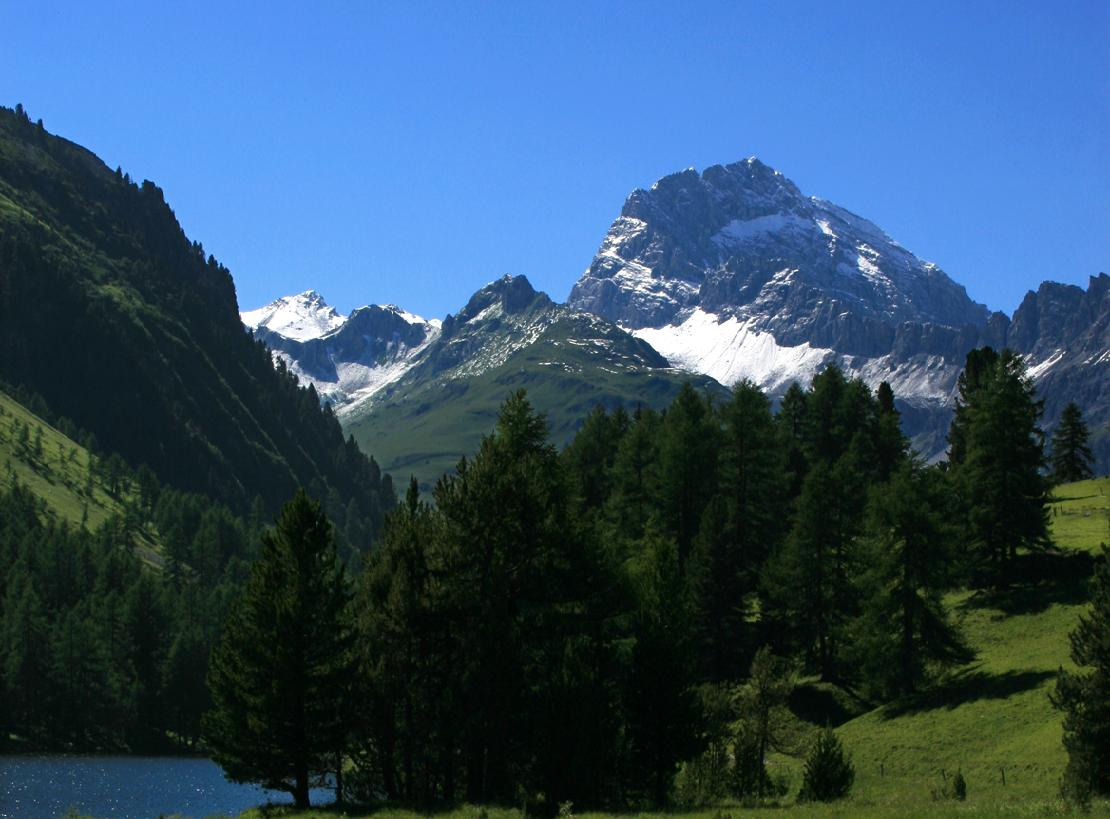
Widok z przełęczy na Piz Ela
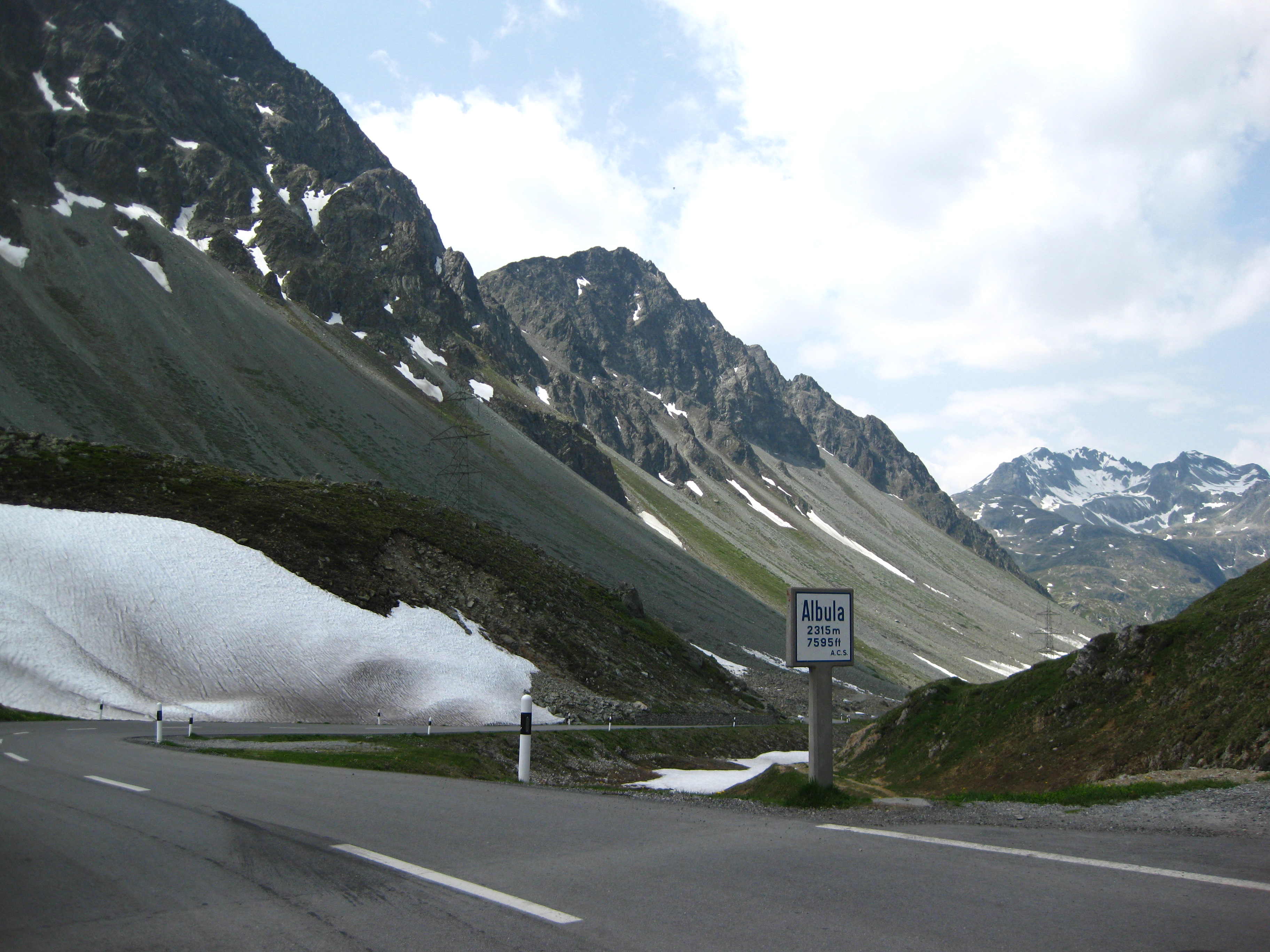
Droga na przełęcz
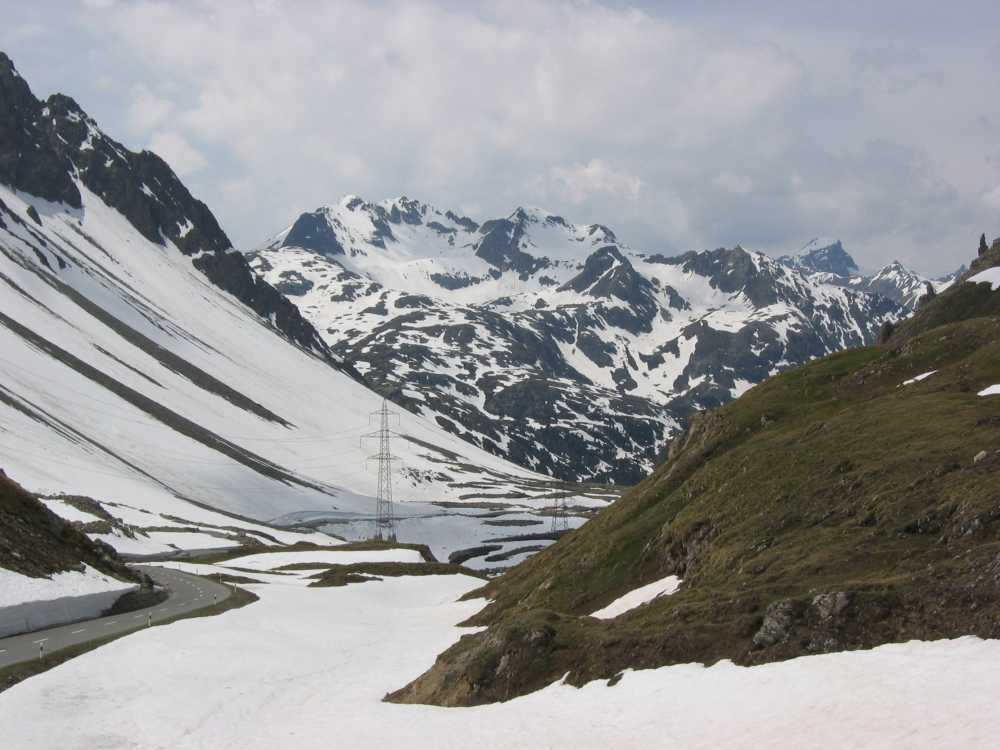
Widok z przełęczy na zachód
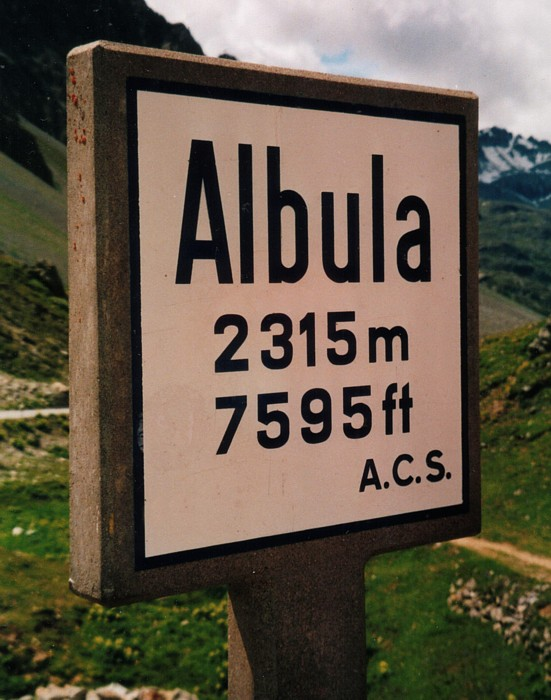
Znak informacyjny